# وهب (اسم)
وهب اسم علم مذكر عربي، وهو مصدر الفعل وهبَ: أعطى بلا عوض. معناه: العطاء، أو العطية، أو الهبة.

## مشاهير يحملون اسم وهب
- وهب بن عبد مناف
- وهب بن منبه
- وهب بن عمير
- وهب بن سعد
- وهب بن جرير
- وهب بن قابوس
- وهب بن كيسان
- وهب بن كلدة
- وهب بن الأسود
- وهب بن عبد الله بن مسلم
- وهب بن أمية
- وهب بن حمزة
- وهب بن حذيفة
- وهب بن خويلد
- وهب بن زمعة

وممن كان أسماء آبائهم وهب:
- آمنة بنت وهب
- عمير بن وهب
- زيد بن وهب
- شجاع بن وهب
- عبد الله بن وهب الراسبي